# (20496) Jeník
20496 Jenik (1999 QA2) – planetoida z pasa głównego asteroid okrążająca Słońce w ciągu 5,29 lat w średniej odległości 3,04 j.a. Odkryta 22 sierpnia 1999 roku.